# Die Hand am Colt
Die Hand am Colt (Originaltitel: Law and Order) ist ein US-amerikanischer Western aus dem Jahr 1953 des Regisseurs Nathan Juran mit Ronald Reagan in der Hauptrolle. Das Drehbuch basiert auf dem Roman Saint Johnson von William Riley Burnett.

## Handlung
Im Jahr 1882 nimmt der schießwütige Marshal Frame Johnson den berüchtigten Verbrecher Durango Kid fest und bringt ihn für einen fairen Prozess zurück nach Tombstone. Die ganze Stadt, einschließlich Frames zwei jüngeren Brüdern, Luther und Jimmy, begrüßt die Ankunft der beiden Männer. Obwohl Frame und das Gesetz und die Ordnung, die er nach Tombstone gebracht hat, weithin respektiert werden, bildet sich schnell ein wütender Mob um das Gefängnis, um Durango Kid zu lynchen. Frame steht ihnen allein gegenüber und droht, jeden zu erschießen, der das Gefängnis betritt, selbst nachdem Jimmy sich an die Spitze der Menge stellt. Später sagt Frame zu Jimmy, dass er es leid ist, den Leuten etwas zu geben, was sie nicht zu schätzen wissen, und dass sie die Stadt verlassen werden. Dann besucht er seine Geliebte Jeannie in ihrem Casino und nachdem er ihr mitgeteilt hat, dass er die Arbeit als Marshal für eine Ranch in Cottonwood aufgegeben hat, willigt sie ein, ihn zu heiraten.
Die Johnsons verlassen die Stadt mit ihrem Freund, dem Gerichtsmediziner Denver Cahoon und planen, Jeannie nachkommen zu lassen, sobald sie sich eingelebt haben. Als sie am nächsten Abend im Saloon in Cottonwood eintreffen, wird ihr Eintreten vom örtlichen Rancher Kurt Durling bemerkt, dessen Hand von Frame bei einem Überfall auf einen Viehdiebstahl abgeschossen wurde. Durling, der jetzt Cottonwood leitet, schwört Rache. Minuten später schützt Frame den jungen Johnny Benton vor den Einschüchterungsversuchen von Durlings Sohn Bart. Nachdem Bart einen Rückzieher gemacht hat, ohrfeigt Durling seinen Sohn für seine Feigheit. Am nächsten Morgen zwingt Durling den Zeitungsredakteur Martin, einen falschen Leitartikel zu veröffentlichen, in dem Frame als kaltblütiger Mörder bezeichnet wird, der sich als Gesetzeshüter ausgibt. Frame ignoriert ihn, wird aber hineingezogen, als sich ein Mob auf den Straßen versammelt, um Johnny zu lynchen, der Bart in Notwehr getötet hat. Nachdem Frame dafür gesorgt hat, dass der korrupte Sheriff Fin Elder Johnny in der nächsten Stadt ins Gefängnis bringt, bittet eine Gruppe um Richter Williams Frame, das Amt des Sheriffs zu übernehmen und die Stadt zu säubern, doch Frame weigert sich.
Er und seine Brüder fahren zur Ranch, aber da sie sehen, wie viel Arbeit sie macht, kehren sie in die Stadt zurück. Auf dem Rückweg finden sie Johnnys Leiche an einem Baum hängend. Als die Johnsons Elder zur Rede stellen, lügt er, dass er Johnny schützen wollte, und nennt Frame einen Feigling, weil er nicht versucht hat, das Amt des Marshals zu übernehmen. Daraufhin schlägt Jimmy Elder und Lute meldet sich freiwillig als Marshal. Frame gratuliert Lute, fährt dann aber mit Denver und Jimmy zur Ranch. Ein paar Tage später sieht Jimmy am Rande der Ranch ein schönes Mädchen und folgt ihr nach Hause. Auch nachdem er erkannt hat, dass es sich um Durlings Tochter Maria handelt, erklärt er ihr seine Liebe.
In der Zwischenzeit tricksen Durling und sein ältester Sohn Frank Lute aus, um ihn zu beschäftigen, während sie das Vieh hüten. Als Lute schließlich Frame um Hilfe bittet, besteht sein älterer Bruder darauf, dass er nicht in sein altes Leben zurückkehren würde. In dieser Nacht erschießen Frank und sein Handlanger Jed Lute im Saloon. Frame und Jimmy eilen in die Stadt und kommen gerade noch rechtzeitig, um zu hören, wie sich Lute für sein Versagen entschuldigt, bevor er stirbt. Jimmy ist sowohl auf die Durlings als auch auf Frame wütend, trinkt viel und will Frank töten, aber Denver schlägt ihn mit einer Flasche nieder, damit er nicht verletzt wird.
Am nächsten Tag verkündet Frame, dass er der neue Marshal ist und dass das Tragen von Waffen in Cottonwood verboten ist. Obwohl sich zunächst alle weigern, verhaftet Frame ein paar Männer, und als die Leute sehen, dass Richter Williams Frame rechtlich unterstützt, fügen sie sich. Zurück in Tombstone erfährt Jeannie, dass Lute gestorben ist, und reist sofort nach Cottonwood. Dort teilt sie Frame mit, dass sie nicht mehr darauf besteht, dass er das Gesetz aufgibt. Später willigt Denver, der Jimmy im Gefängnis eingesperrt hat, ein, ihn freizulassen und Jimmy schnappt sich sofort seine Waffe. Er rennt zu Maria, aber bevor sie gemeinsam fliehen können, kommt Frank nach Hause und da er in der Falle sitzt, tötet Jimmy ihn. Er und Maria eilen zu Frame, um ihm von dem Vorfall zu berichten, und der Marshal sperrt Jimmy gewaltsam in die Gefängniszelle und verspricht ihm einen fairen Prozess.
In der Nacht schickt Durling Jed los, um Jimmy aus dem Gefängnis zu befreien und genau wie er es für den nächsten Morgen vorausgesagt hat, gehen die Bewohner der Stadt davon aus, dass Frame seinen Bruder hat entkommen lassen. Durling trommelt ein Aufgebot zusammen, um Jimmy zu jagen, aber Frame verlangt, dass er selbst seinen Bruder aufspürt. Als Durling eine Waffe zieht, die er in seinem Mantel versteckt hat, wehrt sich der unbewaffnete Frame und die beiden kämpfen auf der Straße. Plötzlich überfährt eine Postkutsche Durling, woraufhin Frame auf ein Pferd springt und Jimmy verfolgt. Es gelingt Frame, Jimmys betrunkener Spur zu folgen und bald findet er ihn in den Hügeln. Jimmy zieht eine Waffe, aber Frame klettert ihm hinterher und fordert ihn auf, sich zu stellen. Oben angekommen, schießt Jimmy Frame in die Schulter, doch als sein Bruder zusammenbricht, eilt er Frame zur Seite, um ihn zu retten. Richter Williams versucht, die Männer davon abzuhalten, Jimmy zu verfolgen, als Frame und Jimmy gemeinsam zurückkehren. In der Gewissheit, dass kein Geschworenengericht einen Mann verurteilen wird, der aus freien Stücken zurückgekehrt ist, fliehen Elder und Jed nach Kalifornien. Während Maria Jimmy umarmt, nimmt Frame den Marshalstern ab und verspricht Jeannie, dass er jetzt wirklich mit dem Gesetz fertig ist.

## Veröffentlichung
Der Film hatte am 13. Mai 1953 Premiere in den US-amerikanischen Kinos. In Deutschland erschien er erstmals am 26. August 1960.

## Kritiken
Das Lexikon des internationalen Films urteilt: „Ein routiniert inszenierter, recht sorgfältig gespielter Law-and-Order-Western mit handfesten Prügelszenen, der eine bezeichnende Rechtsauffassung vertritt: Gesetze können nur bestehen, wenn die starke Hand eines einzelnen ihnen Geltung verschafft.“

## Weitere Verfilmungen
Die Hand am Colt ist bereits die vierte Verfilmung des Romans.
- 1932: Gesetz und Ordnung (Law and Order, Regie: Edward L. Cahn, Hauptrolle: Walter Huston)
- 1937: Wild West Days (13-teiliges Serial, Regie: Ford Beebe, Clifford Smith, Hauptrolle: Johnny Mack Brown)
- 1940: Law and Order (Regie: Ray Taylor, Hauptrolle: Johnny Mack Brown)